# Piotr Kireïevski
Pour les articles homonymes, voir Kireïevski.
Piotr Vassiliévitch Kireïevski (en russe Пётр Васи́льевич Кире́евский, né le 23 février 1808, mort le 6 novembre 1856), est un ethnographe, philologue russe, collecteur de chants populaires et frère cadet d'Ivan Kireïevski.

## Biographie
Issu de la noblesse, Piotr Kireïevski est scolarisé à domicile. Après le déménagement de la famille à Moscou en 1822, ses précepteurs sont Alekseï Merzliakov et Ivan Sneguirev, tous deux professeurs à l'Université d’État de Moscou. En 1823, Kireïevski fait connaissance de Zorian Dołęga Chodakowski, un archéologue et un ethnologue slaviste polonais, qu'il aide dans sa collecte de folklore du Nord russe. 
Au milieu des années 1820, il intègre la société de l'amour de la sagesse. Son travail littéraire est pour la première fois présenté aux lecteurs du journal Moskovski vestnik (Московскій вѣстникъ), un bimensuel édité à Moscou en 1827-1830, dirigé successivement par Mikhaïl Pogodine et Stepan Chevyriov, sous l'égide de Dmitri Vénévitinov. C'est la traduction de la Maison à deux portes, maison difficile à garder de Pedro Calderón de la Barca. En 1828, Piotr Kireïevski publie sa traduction de Vampire de Lord Byron. Il traduit également les œuvres de William Shakespeare. Sa traduction de Mahomet et ses successeurs de Washington Irving ne sortira qu'en 1857.

## Œuvres
Les œuvres majeures de Piotr Kireïevski sont :

## Sources
- K. Valiszewski, Littérature russe, Paris, A. Colin, 1900